# Borówka (dopływ Rykolanki)
Borówka – struga, lewy dopływ Rykolanki o długości 19,62 km. 
Struga płynie w województwie mazowieckim. Jej źródło znajduje się na wschód od wsi Julianów a dalej biegnie na południe i mija miejscowości Broniszew, Lekarcice, Piekarty, po czym w okolicach wsi Przybyszew wpada do Rykolanki.
Borówka nosiła w XVI wieku nazwę Byszowa (zapis z 1525 Bvssowa).